# Rijstpapier
Met rijstpapier wordt een aantal verschillende papiersoorten aangeduid, die van verschillende grondstoffen worden vervaardigd. Het heeft weinig met rijstkorrels te maken, de gemeenschappelijke eigenschap is, dat ze het aanzien van rijst hebben; zilvergrijs. Vanwege de oorsprong van het materiaal is rijstpapier van nature niet wit.
Het echte rijstpapier is eigenlijk geen papier. Het wordt vervaardigd uit het merg van de Taiwanese plant Aralia Papyriferia, ook wel Tetrapanax papyrifer genoemd. Deze plant wordt spiraalsgewijs afgeschild en vervolgens geperst.

## Grondstoffen
Voor het vervaardigen van rijstpapier wordt wel rijststro gebruikt, maar vaak ook vezels van andere planten, zoals bamboe, hennep, rijstmeel, moerbei of sandelhout. De plantenvezels worden geweekt in water, waarna er een pulp van wordt gemaakt. Deze pulp vormt de basis van het papier. De gebruikte plantenvezels bepalen de “natuurlijke” kleur van het papier. Er wordt ook wel echt papier gefabriceerd uit rijststrocelstof, onder andere in Italië.

## Algemeen gebruik
Rijstpapier is, net als gewoon papier, verkrijgbaar in verschillende diktes. De dunne soorten zijn populair als lampenkap of licht-doorlaatbaar kamerscherm. Het papier heeft dan vaak een onregelmatige structuur (de vezels zijn zichtbaar) en het materiaal is gekreukt. De dikkere soorten zijn wel glad en kunnen worden gebruikt bij kalligrafie of schilderen. Rijstpapier kan heel goed worden geverfd en ook kunnen er structuren, bijvoorbeeld met bloemblaadjes, in worden aangebracht. Rijstpapier is zo sterk dat er gebruiksvoorwerpen van kunnen worden gemaakt. Het dient voor het maken van kunstbloemen en waterverftekeningen.

## Technisch gebruik
Rijstpapier werd van oudsher gebruikt voor het maken van transparante technische tekeningen, waarvan daarna blauwdrukken werden gemaakt als kopie. Oost-Indische inkt loopt namelijk niet uit op dit papier en dus kunnen er scherpe lijnen met de trekpen worden getrokken. Men spreekt bij dit gebruik niet van rijstpapier, maar van 'calqueer-papier', het product "calques". In de moderne tijd is het rijstpapier vervangen door polyester film, wat maatvaster is dan het organische papier. Voor technisch tekenwerk wordt tegenwoordig vaak de computer gebruikt en worden de tekeningen met plotter of printer afgedrukt.
Een ander gebruik is als proppen in pijpen, waaraan gelast moet worden. Dan wordt een oplosbare versie gebruikt, waartussen ter plaatse van de las een inert gas wordt opgesloten. Na het lassen worden de proppen dan met vloeistof weer opgelost.

## Eetbaar rijstpapier

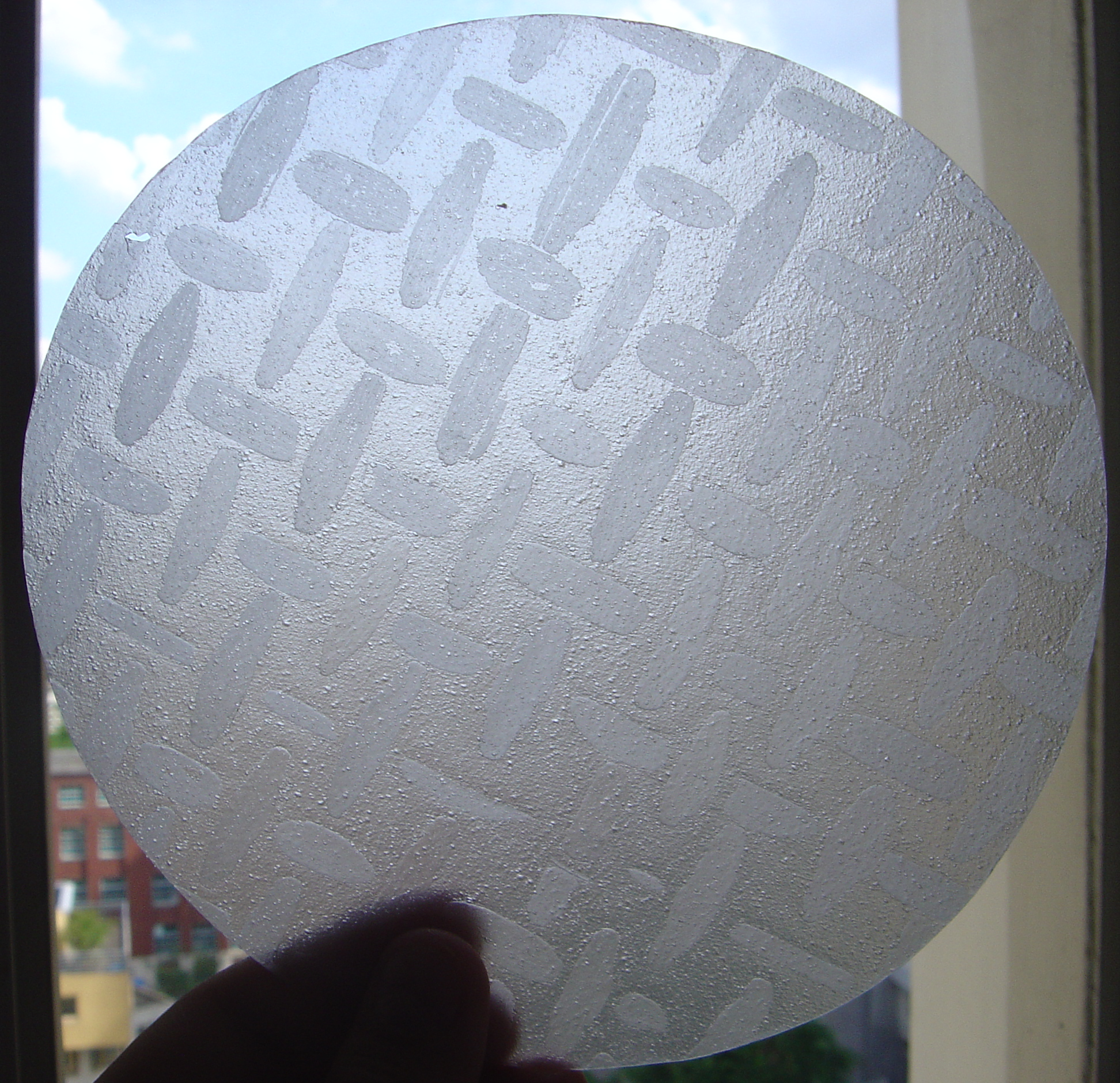
Eetbaar rijstpapier

Deze soort papier wordt gemaakt van rijstmeel, tapioca-meel, zout, en water. Dit rijstpapier is in gedroogde vorm te koop. Voor verwerking moet het papier kort geweekt worden, zodat het soepel en iets plakkerig wordt. Het wordt vooral gebruikt om voedsel tot een hanteerbaar pakketje te verwerken, waarna het gefrituurd of gestoomd kan worden. Rijstpapier is vergelijkbaar met loempiavellen en filodeeg. Rijstpapier in deze vorm wordt vooral gebruikt bij fusion-koken en soms ook in de Aziatische (Japanse) keuken.
Eetbaar rijstpapier wordt ook wel verwerkt in snoepgoed.